# 毛叶草芍药
毛叶草芍药（学名：Paeonia obovata var. willmottiae）为毛茛科芍药属下的一个变种。

## 扩展阅读
- 維基物種上的相關：毛叶草芍药